# La Cruche cassée (film, 1937)
Pour plus de détails, voir Fiche technique et Distribution.
La Cruche cassée (titre original : Der zerbrochene Krug) est un film de procès allemand réalisé par Gustav Ucicky sorti en 1937. Il s'agit de l'adaptation de la pièce éponyme de Heinrich von Kleist.

## Synopsis
Le juge du village Adam se réveille avec la gueule de bois. Il a une profonde coupure à la jambe, un œil au beurre noir et des blessures à la tête. Sa perruque est défaite. Le greffier Licht apparaît et s'étonne de l'état du juge : Adam prétend qu'il est tombé en se levant. Pendant la nuit, la chatte a mis au monde ses petits dans la perruque, elle ne peut être utilisée. Licht annonce à Adam que le juge Walter d'Utrecht est attendu dans le village, il fait actuellement une visite des villages. Adam panique lorsque l'arrivée de Walter est annoncée. Lorsque Walter apprend que ce jour-là est le jour de l'audience dans le village, il veut rester pour le procès.
Marthe Rull apparaît au tribunal avec une cruche cassée. Elle était dans la chambre de sa fille Eva et s'est cassée. Marthe soupçonne le fils du fermier Ruprecht, qui voulait en fait épouser Eva, d'en être l'auteur. Mais ce n'était pas Ruprecht. Avant le procès, il a maudit Eva et a annulé les fiançailles. Ruprecht soupçonne que l'auteur est le cordonnier Leberecht. Mais il est aussi innocent, car le véritable auteur est Adam. Avant le procès, Adam a essayé de faire chanter Eva en secret, car il avait un certificat qui pouvait éviter de faire partir Ruprecht dans les opérations militaires dans la colonie des Indes orientales néerlandaises. Cependant, il ne l'a pas encore envoyé.
Au cours du procès, Marthe a accusé Ruprecht. Ruprecht, à son tour, accuse Leberecht, qu'il ne pouvait pas voir dans l'obscurité au moment du crime. Il dit qu'il a frappé le fugitif à deux reprises à la tête avec un loquet. Il devient progressivement clair pour les personnes présentes qu'Adam peut avoir été le coupable. Eva, qui est interrogée à la fin, témoigne que Ruprecht est innocent, mais ne nomme pas Adam comme l'auteur, mais s'effondre en pleurant. Pour prouver la culpabilité ou l'innocence de Ruprecht, on fait venir sa tante Brigitte, qui apparaît avec la perruque d'Adam à la main. Alors qu'Adam explique que c'est sa deuxième perruque que Ruprecht devait apporter au fabricant de perruques, Brigitte rapporte ce qu'elle a vu : alors le diable la dépassa avec un fer à cheval et une tête chauve, avec une odeur terrible dans l'air. Avec Licht, elle a suivi la piste du diable, qui a conduit directement au juge du village Adam. Quand Adam prétend que le diable s'est peut-être précipité dans sa maison depuis la porte voisine, le juge Walter met fin à la farce. Il accuse Adam d'avoir commis l'acte, et Eve ose maintenant le désigner comme l'auteur. Adam s'échappe et se retrouve dans l'étang du village avant d'être chassé du village par une foule d'enfants. Ruprecht et Eva se réconcilient, tandis que Marthe veut maintenant faire appel devant une juridiction supérieure dans le litige de la cruche cassée.

## Fiche technique
- Titre : La Cruche cassée
- Titre original : Der zerbrochene Krug
- Réalisation : Gustav Ucicky assisté de Ludwig Ptack
- Scénario : Thea von Harbou
- Musique : Wolfgang Zeller
- Direction artistique : Robert Herlth
- Costumes : Robert Herlth
- Photographie : Fritz Arno Wagner
- Son : Hans Grimm
- Montage : Arnfried Heyne
- Production : Karl Julius Fritzsche (de)
- Sociétés de production : Tobis-Magna
- Sociétés de distribution : Tobis-Filmverleih
- Pays de production : Allemagne ( Reich allemand)
- Langue : allemand
- Format : Noir et blanc - 1,37:1 - Mono - 35 mm
- Genre : Comédie
- Durée : 86 minutes
- Dates de sortie :
  - Allemagne : 19 octobre 1937
  - États-Unis : 14 janvier 1938
  - France : 8 novembre 1940[1]

## Distribution
- Emil Jannings : Adam
- Friedrich Kayssler : Walter
- Max Gülstorff : Licht
- Lina Carstens : Marthe Rull
- Angela Salloker : Eva Rull
- Bruno Hübner : Veit Tümpel
- Paul Dahlke : Ruprecht Tümpel
- Elisabeth Flickenschildt : Mme Brigitte
- Walter Werner (de) : Le serviteur
- Erich Dunskus : L'huissier de justice
- Gisela von Collande : Grethe, femme de ménage
- Lotte Rausch (de) : Liese, femme de ménage
- Käthe Kamossa (de) : Une villageoise

## Production
Joseph Goebbels écrit dans son journal du 15 juillet 1937 : « Emil Jannings veut adapter La Cruche cassée. Dans la langue de Kleist. Une expérience très audacieuse. Mais Jannings sera prudent. Je refuse une subvention de 200 000 Mk à l'avance. Kimmich a écrit un manuscrit. Ce n'est pas si mal du tout. Au contraire, très bien. »
À ce stade, le producteur Ralf Georg Reuth a évoqué la réticence de Goebbels au pied bot du juge de village Adam (qu'a aussi Goebbels).
Le tournage de La Cruche cassée a lieu d'août à septembre 1937. Le film sort le 19 octobre 1937 à l'Ufa-Palast am Zoo de Berlin. Goebbels écrit le 20 octobre : « J'y vais pour le bien de Jannings, qui par ailleurs devient mélancolique. Et à cause de Funk et Winkler, qui pensent aux affaires. Une grande première ! Mais malgré la grande volonté du public au départ, le film est, comme prévu, extrêmement plat. C'est du théâtre photographié, mais pas une œuvre d'art. Jannings a refusé d'écouter mes conseils. Maintenant, il le paie d'un coup dur. Il doit travailler et accomplir beaucoup maintenant pour se rattraper. »
Hans-Gerd Happel a écrit que le film était une parodie de la souffrance de Goebbels et qu'il avait incité le public à éclater d'un rire méprisant pendant les scènes de pied bot.
Adolf Hitler a grandement apprécié le film. Bien qu'il fût une grosse entreprise perdante pour les Tobis, il devait être davantage diffusé dans les cinémas sur ses ordres. Donc 35 nouvelles copies furent faites.
Après la fin du Troisième Reich, le film est interdit par les Alliés en 1945.

## Article annexe
- Liste des longs métrages allemands créés sous le nazisme

## Source de la traduction
- (de) Cet article est partiellement ou en totalité issu de l’article de Wikipédia en allemand intitulé « Der zerbrochene Krug (1937) » (voir la liste des auteurs).